# Antoine Vitez
Antoine Vitez Antoine Vitez   (15è districte de París, 20 de desembre de 1930 - 15è districte de París, 30 d'abril de 1990) va ser un director d'escena i una figura central del teatre francès de la segona meitat del segle xx, en part a causa de la seva important tasca pedagògica. Va ser també traductor d'Anton Txékhov, Vladímir Maiakovski i Mikhaïl Xólokhov.

## Biografia
Fill d'un fotògraf parisenc, es va criar al 15è districte de París. Es formà com a actor però no aprova el concurs del Conservatori Superior Nacional d'Art Dramàtic de París (Conservatoire national supérieur d'art dramatique), el 1950. Segueix llavors les classes d'art dramàtic de Tania Balachova, i actua en muntatges del director Clément Harari. El 30 d'abril de 1952, es casa la seva companya des de molt de temps, l'actriu Agnès Van Molder, coneguda com a Agnès Vanier. Aquell mateix any, participa a Berlín en el Tercer Festival de la Juventud i dels Estudiants Comunistes. Té un debut difícil i sovint és a l'atur.
El 1953, actua com el prevere en el muntatge de La tragédie de la nuit, de Thomas Otway, dirigit per Claude Régy. Inicia la seva carrera editorial arran del seu encontre amb Robert Voisin, director de la llibreria teatral Les deux Masques, de l'editorial L'Arche i de la revista Théâtre populaire. Al número 4 d'aquesta revista, publica el seu primer article «La Méthode des actions physiques de Stanislavski» (El mètode de les accions físques d'Stanslavski). Entra a formar part del comitè de redacció en el qual romandrà fins al 1963. Tradueix al francès l'obra Die Geiseln (Els Ostatges), de l'autor alemany Rudolf Leonhard (1889-1953).
És cridat a files per l'exèrcit francès, que provacà la interrupció les seves activitats teatrals durant dos anys fins al gener de 1955. El setembre va ser mobilitzat en el regiment que França envia al Marroc contra el sultà Muhàmmad V. Alliberat de les seves obligacions militars el desembre del mateix any, Robert Voisin li ofereix el lloc de redactor cap de la revista Bref, butlletí informatiu de l'Associació dels Amics del Teatre Popular. El 1957, s'adhereix el Partit Comunista Francès.
Reprèn la seva carrera com a actor i treballa, entre d'altres, amb Jean-Marie Serreau, Sacha Pitoëf i Jean Vilar, activitat que alterna amb treballs puntuals com a actor de doblatge per a la televisió francesa i traduccions d'obres en rus. El 1958, L'Agencia Literaria i Artística de París (Alap) li encarrega la traducció dels vuit volums de El Do plàcid de Mijaíl Shólojov, un treball que acabarà el 1964.
El 1959, coneix el poeta Louis Aragon que dirigeix la col·lecció de literatura soviètica a l'editorial Gallimard. Antoine Vitez estava passant un període de dificultats econòmiques i es planteja abandonar el teatre per reprendre els seus estudis de rus. Aragon li proposa llavors ser el seu secretari per ajudar-lo a la redacció de La història paral·lela dels Estats Units i de l'URSS per a l'editorial Presses de la Cité. Aragon s'encarregava de la part sobre la Unió Soviètica i André Maurois de la dels Estats Units. En el marc d'aquesta investigació, Vitez viatja a l'URSS el 1960. Col·labora en diversos projectes editorials relatius al teatre i a la Unió Soviètica.
Reprèn la seva carrera teatral el 1962, quan és nomenat director literari del Théâtre du Quotidien, a Marsella, on la seva dona dirigeix un taller de titelles. El director Michel Fontayne posa en escena l'obra La pau, una «imitació» de l'obra de Mayakovski escrita per Vitez. Organitza conferències i lectures dramatitzades d'obres de Víctor Hugo i dels escriptors surrealistes, i col·labora en posades en escena, actuant de tant en tant.
El setembre de 1963 torna a París. Contacta amb Jo Tréhard, director del Théâtre-Maison de la Culture (Teatre-Casa de la Cultura) de la ciutat normanda de Caen, amb els quals comença a col·laborar.Hi crea la sèrie d'activitats Lectures a llibre obert, per donar a conèixer grans autors. Al rebedor del teatre, s'organitzen lectures d'obres de Mayakovski (del qual Vitez n'estava traduint obres), Aragon, Robert Desnos, Czesław Miłosz, Apollinaire, Paul Claudel, etc. En aquella època, tradueix també obres de Gorki.
Des de 1964 a 1966 hi va realitzar un taller per aprofundir la lectura de Electra de Sòfocles. A partir d'aquest treball d'investigació, Jo Tréhard encarrega a Vitez el que serà el seu primer treball de direcció escènica. Electra s'estrena a Caen el 1966, i surt de gira per tot França i Algèria. L'any següent, el seu muntatge de El Bany, de Maiakovski, s'estrena a Caen per iniciar una gira per França, Algèria, Bèlgica i Suïssa. Vitez prossegueix la seva tasca didàctica amb la creació de les lectures Poetes a llibre obert.
Vitez torna a París el novembre de 1968, després de ser nomenat professor al Conservatori Nacional Superior d'Art Dramàtic. Dona també classes d'art dramàtic al Théâtre Des Amandiers de Nanterre.
El mateix any, el realitzador Éric Rohmer roda la pel·lícula La meva nit amb Maud en la que Vitez interpreta el paper d'un professor de filosofia marxista. Rohmer li demana que escrigui el text del seu personatge.
El 1971, Antoine Vitez proposa Jacques Laloé, batlle d'Ivry-sur-Seine, un municipi proper a París, la creació d'un centre d'activitats teatrals que es desenvoluparien en espais no convencionals i estretament lligades als barris on tindrien lloc. L'any següent, neix el Théâtre des Quartiers d'Ivry (Teatre dels Barris d'Ivry). Convençut del valor primordial de l'ensenyament, Antoine Vitez crea un centre de formació, les Ateliers d'Ivry (els Tallers d'Ivry), on aficionats i professionals del món del teatre comparteixen una mateixa pràctica teatral. Recupera també una petita sala que converteix en el Studio d'Ivry, que comparteix amb joves creadors. A Ivry, Vitez produeix muntatges tant d'autors contemporanis com de grans texts del repertori clàssic.
L'octubre de 1972, Antoine Vitez és nomenat Director Artístic del Théatre National de Chaillot, a París, activitat que compagina amb la direcció del teatre d'Ivry. Serà director de Chaillot fins al 1988.
En els anys que segueixen, els seus muntatges es succeeixen, guanyant-se el favor del gran públic i assolint un reconeixement internacional. De la seva lectura i anàlisis noves dels clàssics neixen muntatges memorables. En el Festival d'Aviñón de 1978, presenta quatre obres de Molière (L'escola de les Dones), (Senyor Joan), (El tartufo) i (El misantrop) muntades com si fossin quatre etapes de la vida d'un mateix personatge. En aquella època, munta també diverses òperes clàssiques.
El 1976 el municipi d'Ivry decideix restaurar un antic magatzem de sal per dotar al projecte «Teatre dels Barris d'Ivry» d'un verdader teatre, amb més aforament que l'Estudi. Militant comunista convençut, va deixar el Partit Comunista de França (PCF) amb motiu de la invasió de l'Afganistan per l'URSS el 1979, encara que romandrà fidel tota la seva vida a l'ideal comunista. El Teatre Antoine Vitez obre les portes el 1980.
El 1988 Antoine Vitez és nomenat administrador (director) general de la Comédie-Française i director del Théâtre de l'Odéon, a París. Assumirà ambdós càrrecs fins a la seva mort sobtada el 1990.

## El teatre segons Antoine Vitez
Quan Antoine Vitez va llançar el projecte Quartiers d'Ivry, va declarar que «es pot fer teatre amb tot». Desenvolupa un teatre basat en l'actor, en el seu treball corporal i la seva veu, menyspreant la «naturalitat» del cos. Defensa, al contrari que Brecht, que els texts clàssics són obres arcaiques, mitològiques, i que ha de ser tractat com «galions enfonsats». Posar un clàssic en escena equival a representar les fissures del temps, fugint de tota temptativa d'actualització. En aquest sentit, considera els texts com a elements mal·leables. Alhora, reivindica la bellesa sonora de l'alexandrí i el seu valor com a codi.
Munta sovint els seus espectacles en llocs no teatrals, amb elements escenogràfics sense cap funció descriptiva. Segons Georges Banu, desenvolupa una estètica basada en la «llibertat lúdica» i en les associacions d'idees. Posa en escena els conceptes de les obres i la idea que el director té d'ella, més que la realitat de l'obra per si mateix.
A tots els teatres que va dirigir, Vitez va crear una escola. Va declarar que una escola «és el teatre més bell del món», i va explicar la seva tasca dient que «el que millor ensenya a un és el que busca». Tot i això, sempre va valorar els clàssics.
En prendre possessió del seu lloc de director del Teatre de Chaillot, Antoine Vitez va definir el seu teatre reprenent l'expressió que havia aplicat al teatre desenvolupat a Ivry: «Un teatre elitista per a tots».

## Escenificiacions[9]
- 1966
  - Electra de Sòfocles (traducció d'Antoine Vitez), Théâtre-Maison de la culture de Caen.
  - Le Procès d'Emile Henry, tragèdia-muntatge d'Antoine Vitez.

- 1967
  - El bany de Vladímir Mayakovsky, Caen. Gira a França, Algèria, Bèlgica i Suïssa.

- 1968 
  - El drac d'Evgueni Schwarz, Grenoble, Saint-Étienne, Bourges.

- 1969 
  - La Grande Enquête de François-Félix Kulpa, de Xavier Pommeret, Théâtre des Amandiers.
  - La Parade de Loula Anagnostaki, Festival de Nancy, Théâtre de l'ouest parisien.

- 1970 
  - Le Précepteur de Jakob Michael Reinhold Lenz, Théâtre de l'Ouest parisien,
  - La gavina d'Anton Txékhov, Théâtre du Midi, Carcassonne.

- 1971
  - Andrómaca de Racine, Théâtre de la Cité internationale.
  - Electra, « Parèntesi « de Yánnis Rítsos Théâtre des Amandiers.

- 1972 en el Théâtre des Quartiers d'Ivry
  - Faust de Goethe.

- 1973
  - La Mare Coratge i els seus fills de Bertolt Brecht, Théâtre des Amandiers de Nanterre, Théâtre des Quartiers d'Ivry.
  - Divendres o la vida salvatge basat en la novel·la de Michel Tournier, Théâtre national de Chaillot.
  - m = M de Xavier Pommeret, Théâtre des Quartiers d'Ivry.

- 1974
  - Les Miracles inspirat en l'Evangeli segons Sant Joan, Théâtre national de Chaillot.
  - La Jalousie du barbouillé de Molière, Théâtre des Quartiers d'Ivry.
  - Le Pique-nique de Claretta de René Kalisky, Théâtre de poche de Bruxelles, Théâtre des Quartiers d'Ivry.

- 1975
  - Fedra de Racine, Théâtre des Quartiers d'Ivry, Festival d'Aviñón.
  - Catherine basat en Les Cloches de Bâle de Louis Aragon, Festival d'Aviñón, Théâtre des Quartiers d'Ivry, Centre dramatique national de Nanterre.
  - Partage de midi de Paul Claudel en la Comédie-Française.

- 1976
  - La Ballade de Mister Punch d'Eloi Recoing, basat en la traducció anglesa de Punch and Judy

- 1977 
  - Iphigénie-Hôtel de Michel Vinaver.
  - El Tartufo de Molière.
  - Grisélidis de Charles Perrault.
  - Les Burgraves de Víctor Hugo.

- 1978 
  - L'escola de Dones, El Tartufo, Senyor Joan, El misantrop de Molière.

- 1979
  - La Rencontre de Georges Pompidou avec Mao Zedong.
  - Dave au bord de mer de René Kalisky à la Comédie-Française.
  - Les noces de Fígaro òpera de Mozart amb llibret de Lorenzo sa Ponte.

- 1980
  - El Revisor de Nikolai Gógol.
  - Berénice de Racine.

- 1981 en el Théâtre national de Chaillot
  - Faust de Goethe.
  - Tombeau pour cinq cent mille soldats basat en el llibre de Pierre Guyotat.
  - Británicus, de Racine.

- 1982
  - Entretien avec M. Saïd Hammadi, ouvrier algérien de Tahar Ben Jelloun.
  - Hippolyte de Robert Garnier.
  - L'Orfeo òpera en cinc actes i un pròleg de Claudio Monteverdi, llibret d'Alessandro Striggio.
  - La Veu Humana de Jean Cocteau, amb Setrak al piano, i Anne Beranger (soprano).

- 1983 
  - Hamlet de Shakespeare.
  - Falsch de René Kalisky.
  - Le Prince travesti de Marivaux.

- 1984 
  - La gavina d'Anton Txékhov (traducció d'Antoine Vitez).
  - Le Héron de Vassili Axionov.
  - L'Écharpe rouge d'Alain Badiou amb música de Georges Aperghis.
  - Macbeth òpera de Giuseppe Verdi.

- 1985 
  - Hernani de Víctor Hugo.
  - Ubú rei d'Alfred Jarry.
  - Lucrecia Borgia de Víctor Hugo.
  - Le Triomphe de l'amour de Marivaux (en italià), Piccolo Teatro di Milano.

- 1986 
  - Àlies de Martine Drai.
  - Electra de Sòfocles.
  - Pelléas et Mélisande, òpera de Claude Debussy, llibret de Maurice Maeterlinck.
  - L'Échange de Paul Claudel.

- 1987 
  - Le Soulier de satin de Paul Claudel.
  - Otelo, òpera de Verdi.

- 1988 
  - El misantrop de Molière.
  - Anacaona de Jean Métellus.
  - Les Apprentis sorciers de Lars Kleberg.

- 1989 en la Comédie-Française
  - Les noces de Fígaro de Beaumarchais.
  - La Celestina de Fernando de Rojas.
  - Un transport amoureux de Raymond Lepoutre.

- 1990 
  - La vida de Galileo de Bertolt Brecht.

## Escrits
- Antoine Vitez Poésie, Editorial POL, 1997, ISBN 2-86744-519-1
- Antoine Vitez Ecrits sud le théatre I - L'Ecole, Editorial POL, 1994, ISBN 2-86744-417-9
- Antoine Vitez Ecrits sur le théatre II, III, IV - la Scène, 3 volums editats respectivament per l'Editorial POL el 1995 (ISBN 2-86744-489-6), 1996 (ISBN 2-86744-507-8), 1997 (ISBN 2-86744-543-4)
- Antoine Vitez Ecrits sur le théatre V - Le Monde, Editorial POL, 1998, ISBN 2-86744-622-8
- Antoine Vitez Le devoir de traduire, Edicions Climats & Maison Antoine Vitez, Montpellier, 1996[10]

## Obres traduïdes per Antoine Vitez (llista no exhaustiva)
- Els ostatges, de Rudolf Leonhard, 1953.
- La Jeunesse d'Abai, de Moukhtar Aouezov (traducció en col·laboració amb Léonide Sobolev i prologada per Louis Aragon), Col·lecció Littératures soviétiques, Gallimard, 1959, ISBN 2-07-020198-8.
- Abai, de Moukhtar Aouezov (traducció en col·laboració amb Léonide Sobolev), Col·lecció Littératures soviétiques, Gallimard, 1960, ISBN 2-07-020199-6.
- Ivanov, d'Anton Txékhov, Denoël, 1958.
- Don paisible, de Mikhaïl Xólokhov, 1964.
- Tradueix alguns poemes i texts en prosa de Vladímir Maiakovski per a Mayakovski et le théâtre russe d'avant-garde, d'Angelo Maria Ripellino. En espanyol: Angelo Maria Ripellino Mayakovsky i el teatro russo d'avantguardia, Editorial Doble J, S.L. (7 de març de 2008), 292 pàg., ISBN 8493326585, ISBN 9788493326586.
- Le Vieux, Somov et les autres, Egor Boulytchov et les autres, de Màxim Gorki, al Théâtre complet de Gorki, volum 5, editorial l'Arche, 1965.
- La Maison est à louer, de Mayakovski (en col·laboració amb la seva amiga Chrysa Prokopaki), E.Fr, 1967.
- Le Précepteur, de Jakob Michael Reinhold Lenz.
- La Fuite, de Mikhaïl Bulgàkov.
- Pierres, répétitions, barreaux, de Yannis Ritsos, Gallimard, 1971.
- Gestes, de Yannis Ritsos, E.Fr, 1974.
- Graganda, de Yannis Ritsos, Gallimard, 1981.

## Llibres sobre Antoine Vitez (en francès)
- Emile Copferman De Chaillot à Chaillot, L'échappée belle, Hachette.
- Eloi Recoing Le Soulier de Satin, journal de bord, Editions Le Monde.
- J.P. Leonardini Profils perdus d'Antoine Vitez, Messidor, Théâtre des Idées, Banu /Sallenave, Gallimard.
- Anna Dizier Antoine Vitez: Faust, Britannicus, Tombeau pour 500.000 soldats, Solin.
- Anne Ubersfeld Antoine Vitez, metteur en scène et poète, Editions des Quatre-Vents.
- Georges Banu Exercices d'accompagnement d'Antoine Vitez à Sarah Bernhardt, editorial l'Entretemps, col·lecció Champ théâtral, 2003.